# Neudau
Neudau è un comune austriaco di 1 465 abitanti nel distretto di Hartberg-Fürstenfeld, in Stiria; ha lo status di comune mercato (Marktgemeinde). Il 1º gennaio 2015 ha inglobato la località di Unterlimbach, già frazione del comune di Limbach bei Neudau.
Neudau si estende su una superficie di 13,66 km², caratterizzata prevalentemente da boschi, laghi e aree residenziali.
La storia di Neudau è legata in modo indissolubile alla lavorazione dei filati, un’attività che ha caratterizzato l'economia locale per oltre un secolo. Dal 1845, infatti, l’industria tessile ha rappresentato il motore principale dello sviluppo del paese, con una produzione incentrata su filati e ritorti destinati al mercato nazionale e internazionale.
Patrimonio architettonico di Neudau è il suo castello, Schloss Neudau, un tempo fortificazione con fossato e oggi edificio privato.